# بيترو ماير
بيترو ماير (بالفرنسية: Simone Mayer)‏ هي طبيبة أمراض الدم ‏ فرنسية، ولدت في 18 مايو 1920 في متز في فرنسا، وتوفيت في 6 أكتوبر 2006 في ستراسبورغ في فرنسا.